# Vasco Gil Bacelar
Vasco Gil Bacelar foi um nobre medieval português tendo sido Senhor do Solar de Bacelar, honra de Mira, Paço de Lara e honra de Lanhelas, freguesia portuguesa do concelho de Caminha.

## Relações familiares
Foi filho de Afonso Gil Martins Bacelar e de Mécia Gil.
Casou por duas vezes, a primeira com Leonor Afonso de Novais de quem teve:
1. Gil Vasques Bacelar casado com Sancha Pires de Abreu.

O segundo casamento foi com Joana Nunes de Abreu, filha de Nuno Gonçalves de Abreu (1270 -?) e de Mécia (ou Branca) da Silva (c. 1300 -?), de quem teve:
1. Gonçalo Vaz Bacelar.